# ある女の詩
「ある女の詩」（あるおんなのうた）は、美空ひばりのシングル。1972年11月10日に日本コロムビアから発売された。

## 解説
- 同年の『第23回NHK紅白歌合戦』では10年連続トリ、13回目の大トリ[2]を務めたが、その時の歌唱曲がA面「ある女の詩」である。紅組は見事優勝し、平均視聴率は80.6%（関東地区、ビデオリサーチ社調べ）で、紅白史上第2位（関東地区の歴代視聴率2位）の視聴率を記録した。1973年は実弟の不祥事により出演者発表前に出場辞退を宣言したため、特別出演した1979年を除くと、同曲がひばり最後の紅白歌唱曲となった。
- 同年12月25日にはオリジナル・アルバム「美空ひばり ある女の詩」が発売され、　1976年には菅原文太主演の映画『バカ政ホラ政トッパ政』の主題歌となり、話題となった[3]。
- B面「思い出の鞄」はニッポン放送『美空ひばりストーリー』主題歌で、実弟のかとう哲也が作曲している。歌詞は「思い出を鞄につめて旅に出よう、歌を歌うために」という内容であり、少女歌手時代から苦労して歌い続けてきたひばりだからこそ、聴く者の心に刺さる歌になっている[4]。

## 収録曲
1. ある女の詩
作詞：藤田まさと／作曲：井上かつお／編曲：青木望
2. 思い出の鞄
作詞：保富康午／作曲：かとう哲也／編曲：佐々永治

## アルバム「美空ひばり ある女の詩」（1972年12月25日発売）
1. ある女の詩
2. 鏡
3. ふるさとの駅
4. あの子の手紙
5. ある母に送る手紙〜青葉の笛（文部省唱歌）入り〜
6. 母
7. 思い出の鞄
8. 急行青森行き
9. 旅人
10. 新しい笛
11. ひばり仁義
12. 浪曲渡り鳥